# Brachycyttarus mixta
Brachycyttarus mixta är en fjärilsart som beskrevs av Jean Bourgogne. Brachycyttarus mixta ingår i släktet Brachycyttarus och familjen säckspinnare. Inga underarter finns listade i Catalogue of Life.